# Lend-Lease Act

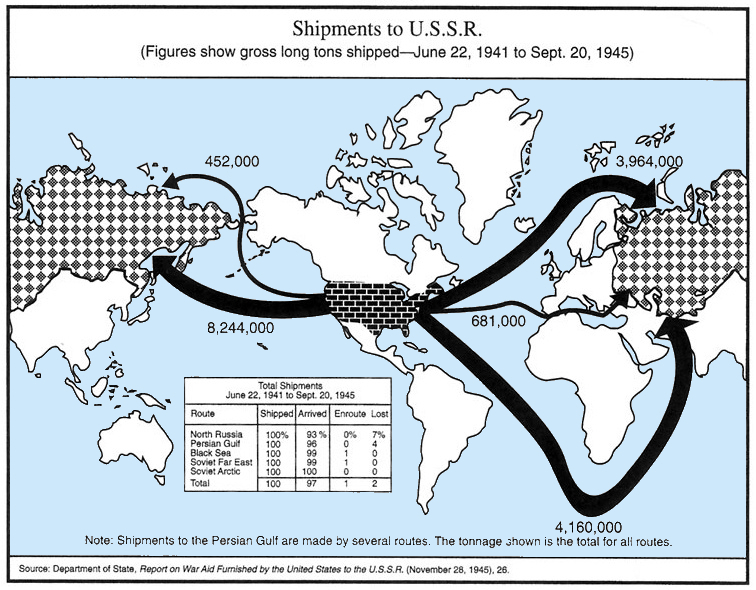
Mapa transportów z USA do ZSRR w ramach „Lend Lease” w okresie II wojny światowej

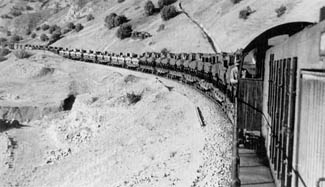
Aliancki pociąg transportujący zaopatrzenie do ZSRR przez Cesarstwo Iranu w ramach Lend-Lease

Lend-Lease Act (z ang. umowa pożyczki-dzierżawy) – ustawa federalna z 11 marca 1941 roku, zezwalająca prezydentowi Stanów Zjednoczonych „sprzedawać, przenosić własność, wymieniać, wydzierżawiać, pożyczać i w jakikolwiek inny sposób udostępniać innym rządom dowolne produkty ze sfery obronności”.

## Historia
W czasie I wojny światowej Wielka Brytania zaciągała w Stanach Zjednoczonych kredyty na prowadzenie wojny, których część nigdy nie została spłacona. 4 listopada 1939 został podpisany akt Cash and carry, który był częścią zrewidowanych ustaw o neutralności Stanów Zjednoczonych z lat 30. XX wieku. W latach 1935–1937 Stany Zjednoczone proklamowały swą bezstronność wobec konfliktów międzynarodowych. Po wybuchu II wojny światowej akt Cash and carry pozwalał państwom prowadzącym wojnę na zakup amerykańskiej broni oraz amunicji za gotówkę i transportowanie jej na własnych statkach. Wkrótce jednak Wielkiej Brytanii zaczęło brakować gotówki.
Wartość przekazanych dóbr miała nie przekraczać 1,3 mld USD. Prezydent Franklin Delano Roosevelt zaaprobował 30 października 1941 pomoc dla Wielkiej Brytanii w wysokości miliarda dolarów.
23 lutego 1942 roku w Waszyngtonie USA i Wielka Brytania zawarły porozumienie o wzajemnej pomocy.
Lend-lease był ważnym czynnikiem w zwycięstwie aliantów w II wojnie światowej, zwłaszcza w pierwszym okresie, gdy Stany Zjednoczone nie były jeszcze bezpośrednio zaangażowane w działania zbrojne. Chociaż atak na Pearl Harbor wciągnął USA do wojny, rekrutacja, wyszkolenie i wyekwipowanie sił amerykańskich nie mogły się odbyć z dnia na dzień – przez cały 1942 i część 1943 główny ciężar walki spoczywał na pozostałych państwach koalicji, głównie ZSRR. W skład dostaw wchodziły głównie czołgi, artyleria, samoloty, ciężarówki, samochody terenowe, sprzęt desantowy. Dostawy te, z początku małe (w 1940: 600 000 karabinów, 800 dział i moździerzy dla Brytyjczyków), z biegiem czasu były coraz większe.

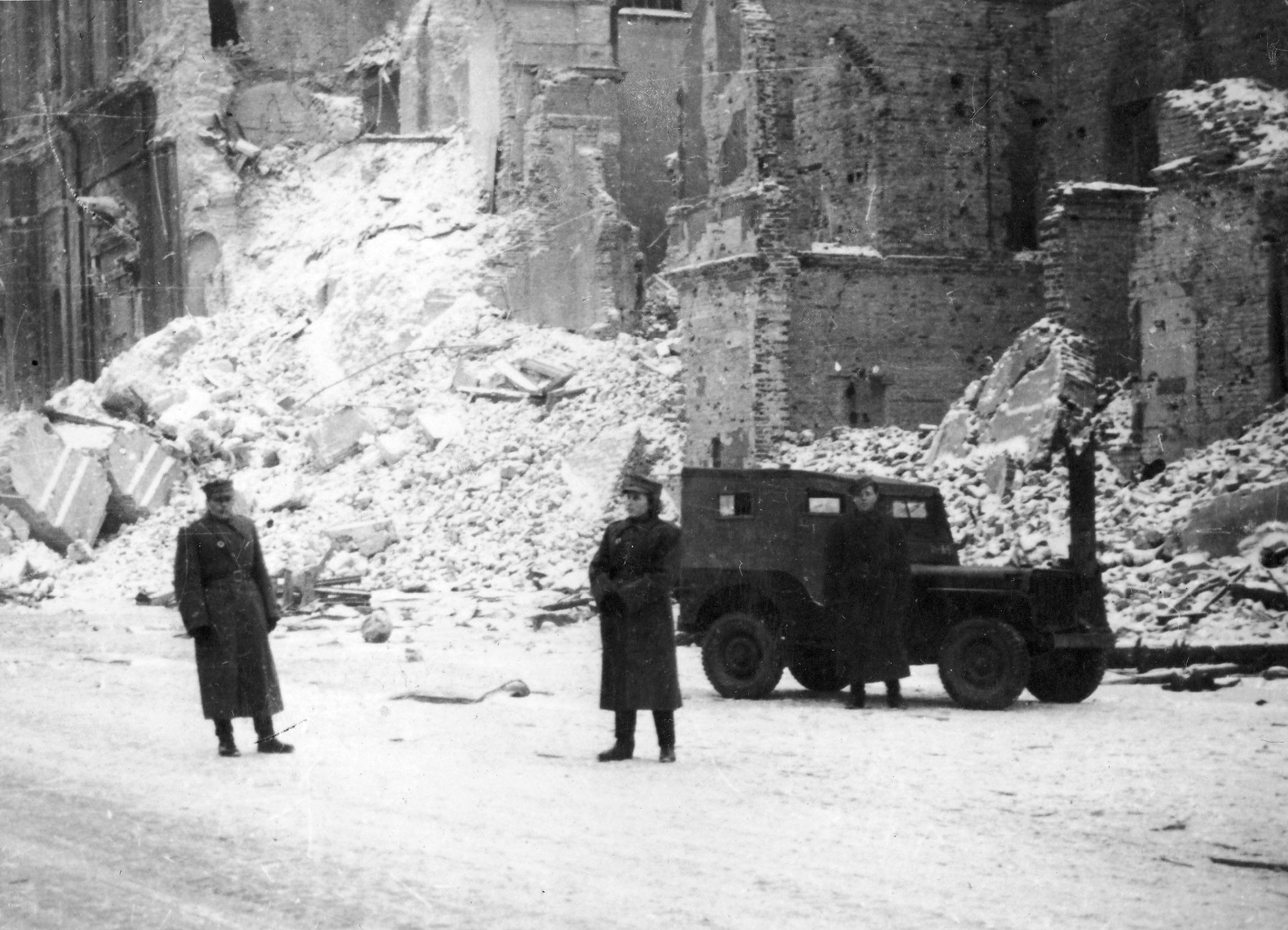
Warszawa 1945: polscy żołnierze z 1 Armii Wojska Polskiego razem z Jeepem, który został przekazany wojskom polskim jako część programu Lend-Lease

Większość dostaw w ramach Lend-Lease Act otrzymała Wielka Brytania (3/5 dostaw), ZSRR (1/5 dostaw), pozostałą 1/5 przyznano innym państwom walczącym z nazistowskimi Niemcami.
Według szacunków rosyjskich historyków do ZSRR wysłano 427 tys. samochodów (w tym 27 tys. samochodów ciężarowych), 18 tys. samolotów, ponad 10 tys. czołgów, około 10 tys. armat, 9 tys. traktorów, 2 tys. lokomotyw, 11 tys. wagonów, 3 mln t benzyny lotniczej, 350 tys. t materiałów wybuchowych, 15 mln par butów, 70 mln m² tkanin ubraniowych, 4 mln opon oraz 200 tys. km drutu telefonicznego. Dostawy 142 tys. t stali, 13,8 tys. t niklu i 16,9 tys. t koncentratu molibdenu pozwoliły ZSRR na wyprodukowanie około 45 tys. czołgów. Pomogły w tym dostawy 38 tys. szt. obrabiarek i tokarek.
Z uzbrojenia wykorzystanego przez Związek Radziecki w czasie wojny 12% stanowiło uzbrojenie dostarczone w ramach lend-lease.
Dla porównania w czasie wojny (od II półrocza 1941) produkcja własna ZSRR wyniosła ok. 265,6 tys. samochodów. Produkcja parowozów wynosiła: w 1940 r. – 914 szt., w 1941 r. – 708 szt., w 1942 r. – 9 szt., w 1943 r. – 43 szt., w 1944 r. – 32 szt., w 1945 r. – 8 szt. Produkcja wagonów towarowych w latach 1942–1945 wyniosła 1087 szt.
Dużą pomoc w ramach programu Lend-Lease otrzymały także Chiny. Ze względu na trudności transportowe (dzielący je z USA Ocean Spokojny i panowanie Japończyków na morzu), była to przede wszystkim pomoc pieniężna, tak jak 50 mln dolarów pożyczki w 1942 roku, lecz także dostawy sprzętu, które przerzucano drogą birmańską i samolotami transportowymi lecącymi nad Himalajami w ramach jednego z pierwszych w historii mostów powietrznych.
Oprócz ZSRR, Wielkiej Brytanii i Chin, program Lend-Lease objął również Wolną Francję, wszystkie dominia brytyjskie, a także pośrednio Polskę (sprzęt wysłany do ZSRR był przekazywany także polskim jednostkom na froncie wschodnim, takim jak 1 i 2 Armia Wojska Polskiego). Polska pozyskała sprzęt wyceniony na kwotę 12,5 miliona dolarów.
Całkowita wartość dostaw wyniosła 49 mld USD.
Nawet po pełnym zaangażowaniu militarnym USA w Europie i na Pacyfiku pomoc w ramach Lend-Lease była kontynuowana, zapewniając wyposażenie, w tym transportowce Douglas DC-3, co uzupełniało własny wysiłek krajów sojuszniczych w zakresie zaopatrzenia.